# 鹿児島市立河頭中学校
鹿児島市立河頭中学校（かごしましりつ こがしらちゅうがっこう 英語: Kogashira Junior High School）は、鹿児島県鹿児島市犬迫町にある市立中学校。

## 概要
2004年の大規模合併以前は、鹿児島市立の中学校としては最北端に位置していた。
周辺に甲突川が流れており、平成5年8月豪雨で校舎及び校区内の一部地域が浸水した。

## 沿革
- 1947年（昭和22年） - 現在地に伊敷村立河頭中学校を設置し、小山田小に第一教場、犬迫小に第二教場を設置[1]。
- 1950年（昭和25年） - 伊敷村が鹿児島市に編入され、鹿児島市立河頭中学校に改称。

## 生徒数
- 鹿児島市北部にある中学校で、現在の生徒数は、141名で各学年2学級である（平成18年5月1日現在）。1997（平成9年）度の生徒数は、242名であり、年々減少している傾向である。

## 周辺
- 甲突川
- 国道3号
- かごしま健康の森公園
- 鹿児島市水道局河頭浄水場